# Monolithe Mussolini
Le monolithe Mussolini ou obélisque Mussolini est un monument en marbre de Carrare, élevé en 1932 à l'entrée du Foro Italico, sur la Piazza Lauro de Bosis, dans le nord de Rome (quartier Della Vittoria, Municipio XX). C'est le plus grand monolithe taillé au XXe siècle, découpé à flanc de montagne avec des scies à fil et fini à la main. Sa hauteur est de 17,40 m (36 m avec la base) et il pèse environ 300 tonnes.
L'obélisque porte sur toute sa hauteur une immense inscription « MVSSOLINI DVX » (Mussolini, le « Duce »), accompagnée d'un faisceau de licteur, symbole du fascisme italien.
L'obélisque Mussolini n'est pas un monument parmi d'autres, mais le point final des idées d'aménagement urbain de Benito Mussolini, en tant que créateur d'un État fasciste, ouvrant même une nouvelle « ère fasciste » (era fascista).

## Le Foro Italico

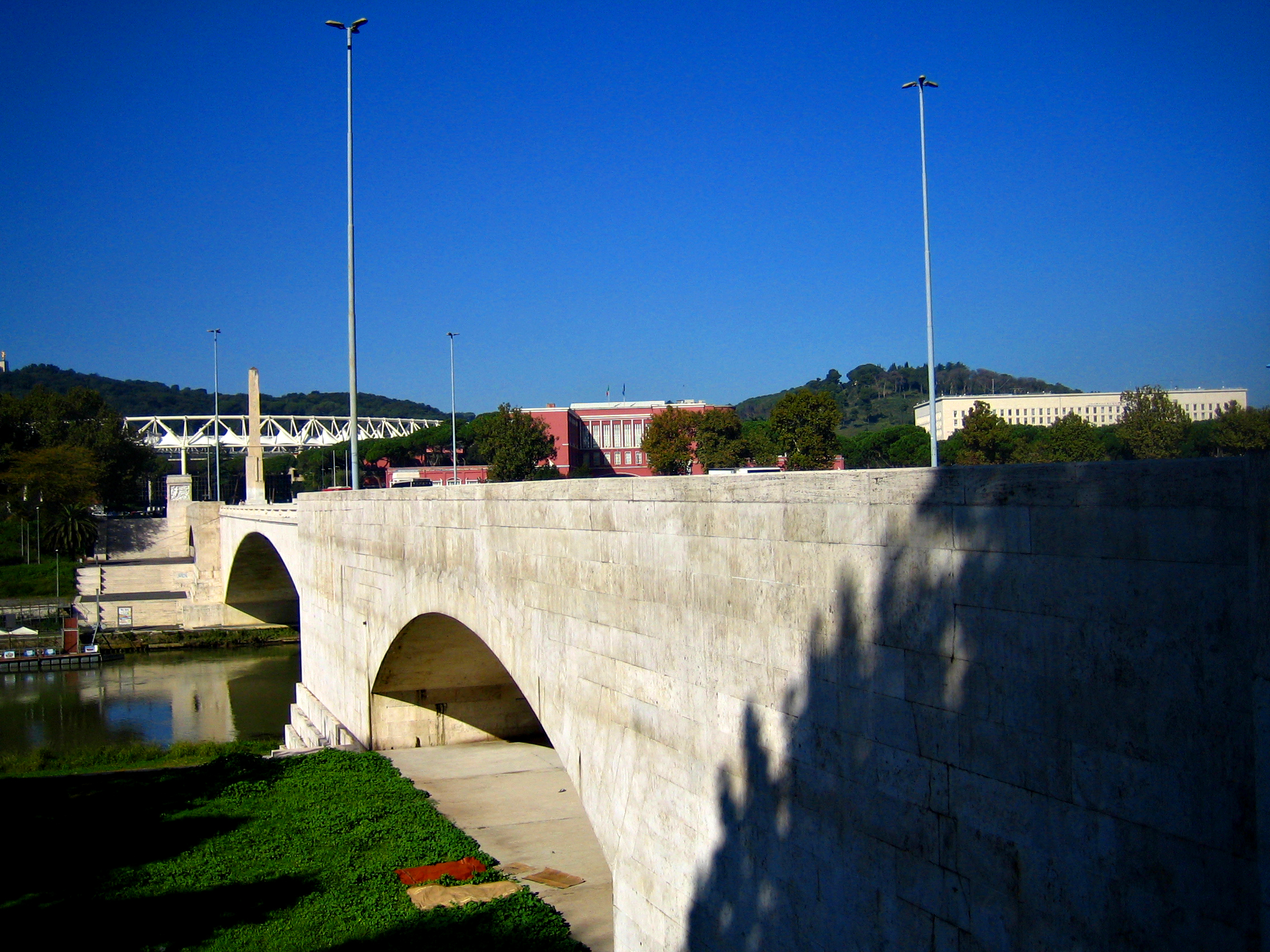
Le pont Duca d'Aosta, par l'architecte V. Fasolo (1942), 220 m de long et 30 m de large, avec l'obélisque Mussolini et le Foro Italico en arrière-plan.

Le Foro Italico était l'un des projets les plus importants du régime fasciste en Italie. Avec ses installations sportives, Rome voulait poser sa candidature aux Jeux olympiques d'été de 1940. Le complexe comprenait le stade olympique et la piscine olympique, réalisés par Enrico Del Debbio et Luigi Moretti dans un style gigantesque qui devait rappeler la gloire de l'ancien Empire romain. Mussolini voulait construire son propre forum, surpassant les forums de César et d'Auguste. Le Foro Italico offre « un exemple typique et préservé de l'exploitation du sport dans le cadre de l'idéologie du fascisme et de sa race de maîtres ». En plus de l'obélisque Mussolini et des 60 statues monumentales qui entourent le stade des marbres, le Foro Italico est orné de mosaïques parsemées d'inscriptions « DVCE », « DVCE A NOI » (« notre Duce »), « MOLTI NEMICI, MOLTO ONORE » (« beaucoup d'ennemis, beaucoup d'honneur ») et « DVCE, LA NOSTRA GIOVINEZZA A VOI DEDICHIAMO » (« Duce, nous vous donnons notre jeunesse »).
Le pont Duca d'Aosta, sur le Tibre, l'obélisque Mussolini et la fontaine de la Sphère, avec son globe en marbre de Carrare d'un diamètre de 3 mètres et d'un poids de 37 tonnes, sont alignés dans l'axe du Piazzale del Impero, qui conduit au stade olympique.

## L'inscription «MVSSOLINI DVX»

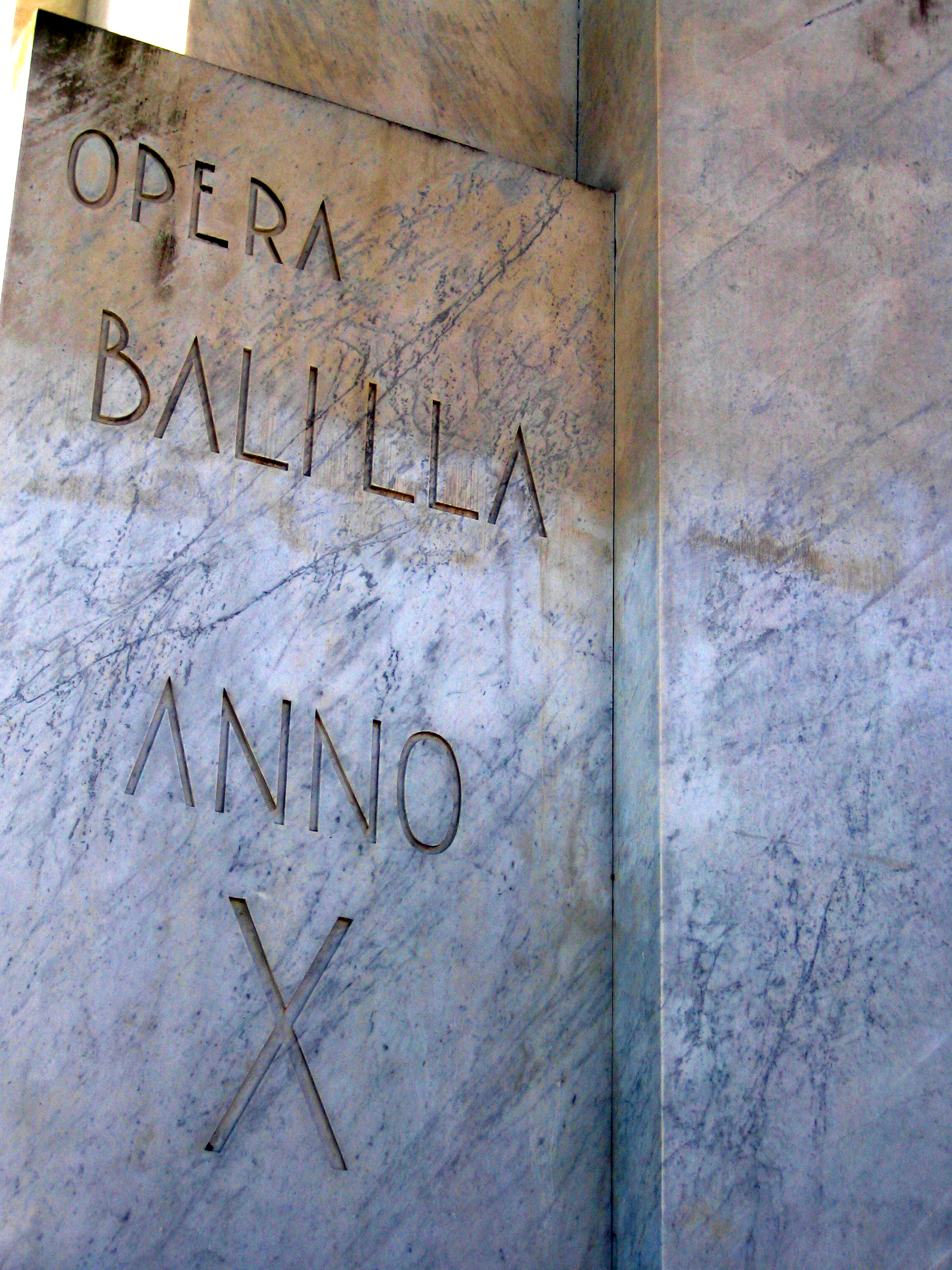
Inscription de la Balilla ; datée de l’an X de l’ère fasciste, allant du 29 octobre 1931 au 28 octobre 1932.

Alors que le Foro Mussolini a été renommé Foro Italico, le monolithe arbore encore l'inscription « MVSSOLINI DVX » gravée dans la pierre. Les lettres en capitales sont disposées verticalement : le lettrage MVSSOLINI couvre l'obélisque proprement dit, tandis que le mot DVX occupe la partie gauche du socle. Juste à côté du mot DVX est figuré en creux un faisceau stylisé (faisceau de licteur romain), symbole du pouvoir des fascistes italiens, qui constitue également une partie du blason de Mussolini. L'agencement des caractères suit la forme de l'obélisque, où ont été ménagées plusieurs zones rectangulaires inscriptibles selon les besoins. La taille des lettres DVX est plus grande que celle du nom de MVSSOLINI. Chacune des lettres capitales peut atteindre plus d'un mètre de haut. Les lettres sont gravées comme des rainures profondes d'environ 5 centimètres. Sur la base de l'obélisque se perpétue le nom de l'organisation de la jeunesse fasciste en Italie, l'Opera Nazionale Balilla, avec une autre inscription : OPERA BALILLA ANNO X (« organisation de jeunesse Balilla ; an X de l’ère fasciste, allant du 29 octobre 1931 au 28 octobre 1932).
Ni l'inscription de la Balilla, ni celle de Mussolini n'ont été effacées, alors que, dès la fin du fascisme, toute inscription ou monument faisant référence au régime ou à la personne de Mussolini ont dû être retirés sur tout le territoire italien (« loi Scelba » promulguée en Italie en 1952 dans le but de prohiber toute « apologie » du régime fasciste). Une explication technique à cet oubli est que les lettres étaient bien trop grandes ou trop profondes pour être effacées. Une autre explication tient compte de plusieurs aspects : les Alliés eux-mêmes avaient des troupes cantonnées sur le forum de Mussolini, et le grand stade était devenu un parc de stationnement pour leurs véhicules militaires. De plus, dans la période de l'après-guerre, l'Italie a eu du mal à traiter avec son passé, et le fascisme a été assimilé à l'occupation allemande. Le règne de vingt ans de Mussolini a été effacé des mémoires dans la mesure du possible et, pour finir, les bâtiments du Forum ont été rénovés, complétés et rendus à leurs anciennes fonctions. Les symboles fascistes des monuments ont donc survécu, d'autant que le personnel dirigeant du Forum durant la période fasciste était lui-même demeuré en place malgré le changement de régime.

## La production et le transport
L'obélisque de marbre blanc faisait partie intégrante de la planification du forum Mussolini. Le gouvernement fasciste a cherché à masquer la crise de l'ensemble de l'économie italienne et de la production de marbre en particulier par d'énormes commandes, dignes des grands travaux des empereurs romains. Cela comprenait les 60 statues monumentales du stade et le globe de marbre de Carrare sur le forum Mussolini, qui mesure trois mètres de diamètre, pour un poids de 37 tonnes, et devait représenter la plus grosse boule du monde en pierre naturelle.
L'extraction des blocs de marbre de Carrare a commencé en 1928. On avait choisi un banc de marbre sans défaut ni fissure dans la zone de Fantiscritti, dans les montagnes au-dessus de Carrare, précisément dans la carrière Carbonera.
Les carriers, à qui l'on donne le nom de marmoristi, commencèrent leur travail et réussirent à libérer du banc rocheux un énorme bloc de 19,00 × 2,35 × 2,35 mètres. Ce bloc de marbre fut poussé dans un cadre de transport pour lequel avait été préparées 50 tonnes de lourdes poutres, de manière à protéger le bloc contre les dommages du transport. La descente de 800 mètres des pentes de la montagne a été réalisée par une méthode spéciale, appelée lizzatura (« glissage ») : le bloc de pierre est fixé avec des cordes qui sont lentement détendues. Avec cette méthode, la descente de l'ensemble pesant 300 tonnes du bloc et de son cadre, assurée par des câbles d'acier, fut réalisée sur des planches de bois savonnées jusque dans la vallée, par une incision naturelle dans les montagnes de marbre, que l'on appelle à Fantiscritti « le Grand Canal ».
Le monolithe fut tiré par 36 paires de bœufs sur une distance de onze kilomètres, jusqu'au port de Marina di Carrara : 70 000 litres de savon furent utilisés comme lubrifiant sur les planches de bois. Ce transport mobilisa les efforts de cinquante hommes durant huit mois. Dans le port de Marina di Carrara, une rampe avait été aménagée : l'échafaudage en bois fut enlevé, et le bloc fut poussé de la rampe sur la barge Apuano, préalablement hissée sur un lit de sable jusqu'au niveau de la rampe. En juin 1929, la barge transporta le bloc jusqu'à Fiumicino et, de là, sur le Tibre jusqu'à Rome. La préparation du monolithe requit un total de 10 000 heures de travail. Les dépenses s'élevèrent à 2 450 000 lires, somme considérable pour l'époque.
À Rome, l'obélisque fut déchargé de la barge à l'aide d'un tracteur, puis accompagné par un public important jusqu'à son site de destination, où il fut placé dans un cadre en acier et hissé sur sa base par des moyens hydrauliques.
Le 4 novembre 1932, Mussolini inaugura l'obélisque, ainsi que le Palazzo dell'Accademia Fascista et le Stadio dei Marmi, après avoir présidé à Rome une cérémonie pour le dixième anniversaire de la prise de pouvoir par les fascistes.

## Restauration de 2006
En 2006, le Comité olympique italien a entrepris la restauration de la place d'honneur du Foro Italico, y compris le ravalement de l'obélisque Mussolini, pour la somme de 2,2 millions d'euros. L'obélisque a été nettoyé, sans qu'aient jamais été évoqués d'éventuels travaux visant à effacer l'inscription.

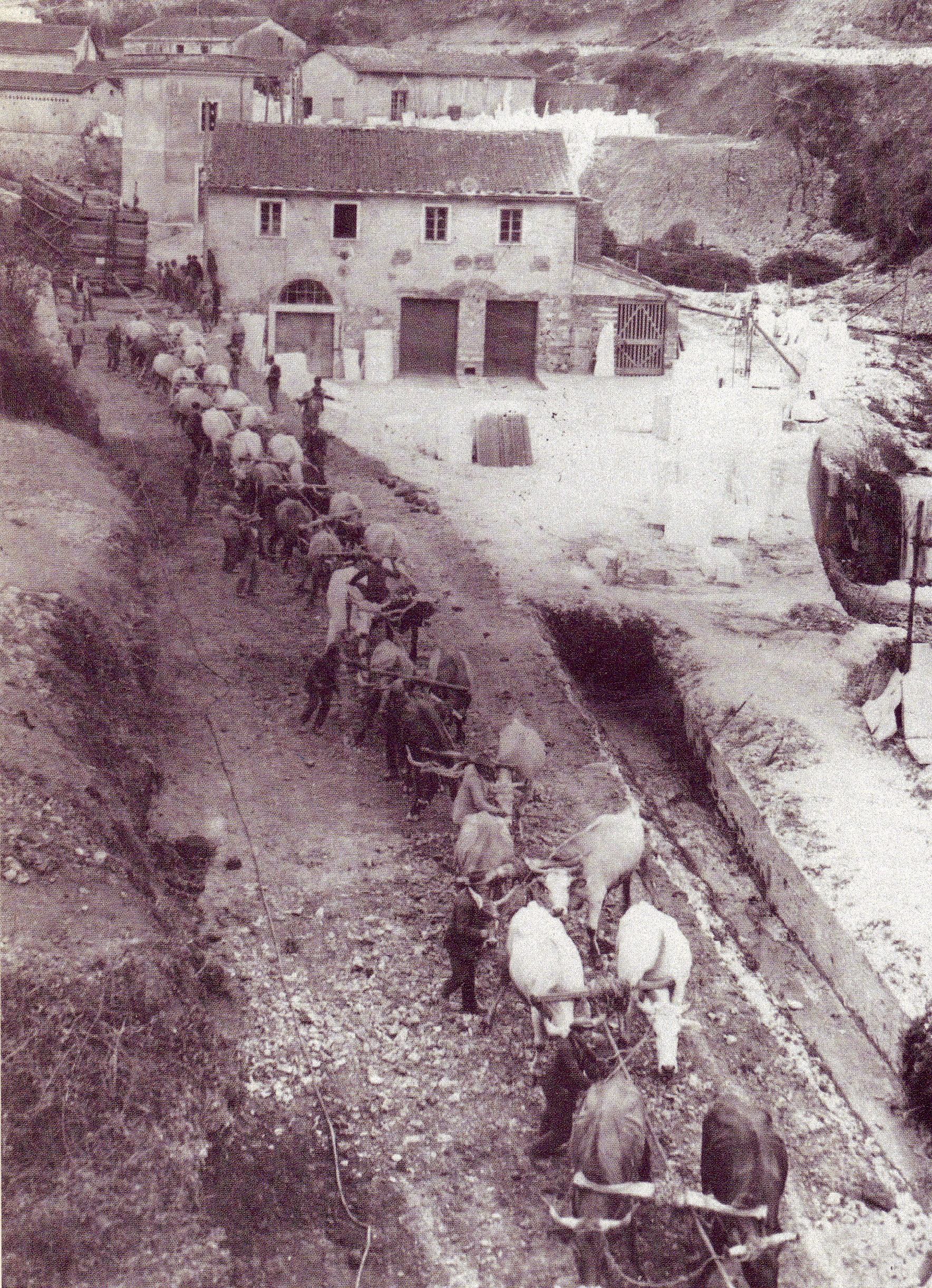
Traction par train de bœufs, sur une voie spécialement aménagée.
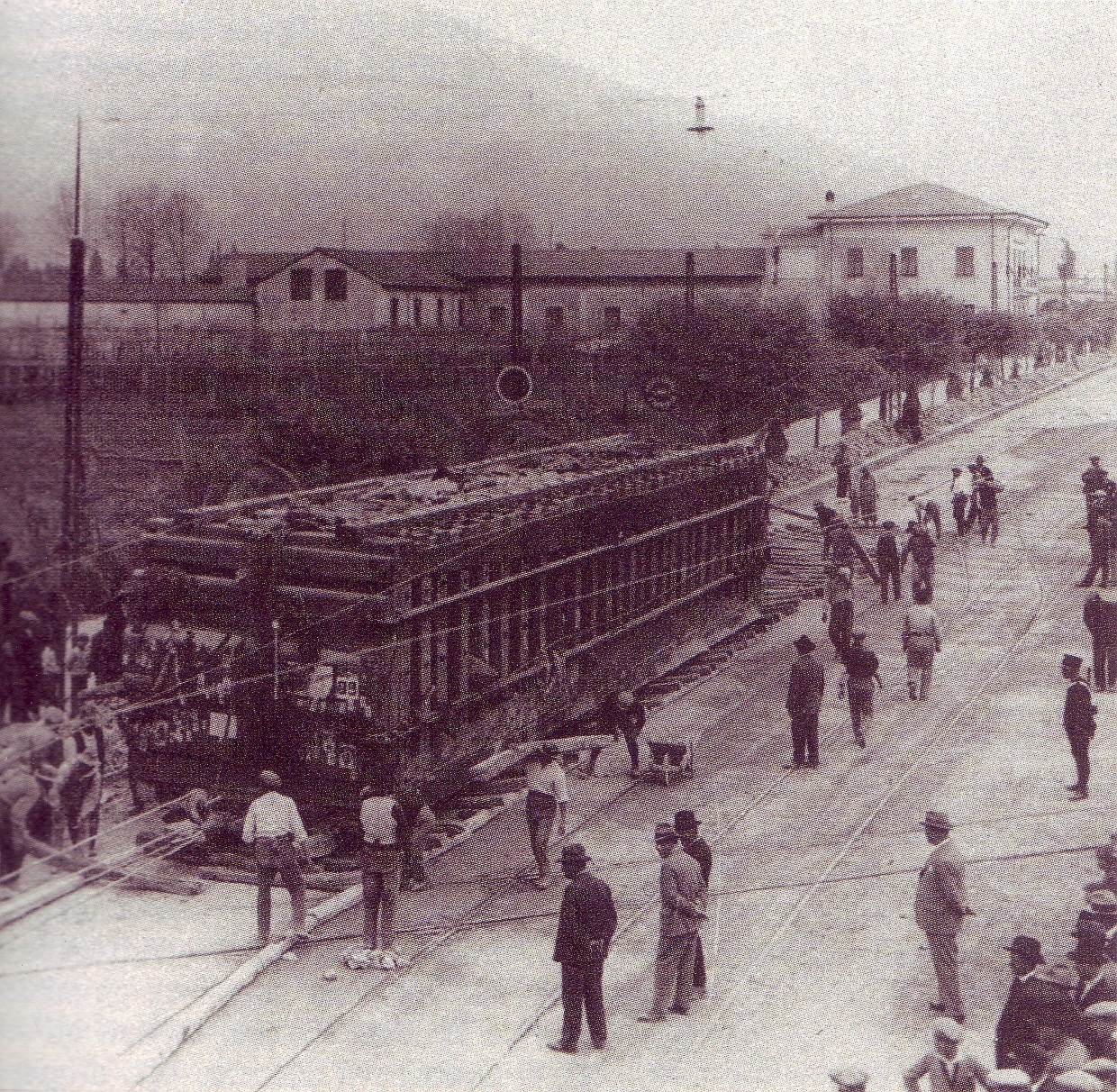
Traction du monolithe sur route, dans sa cage de transport.
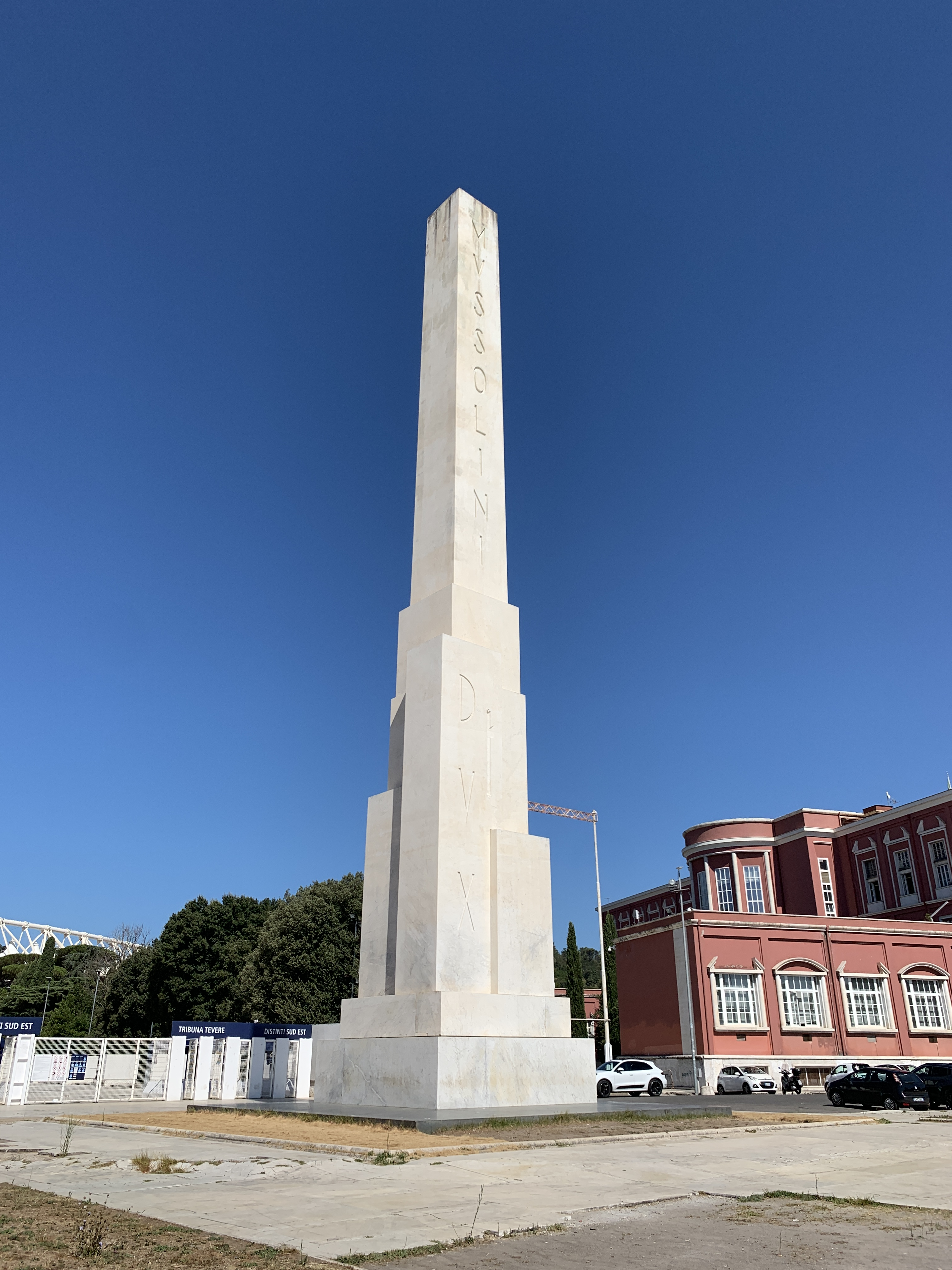
En 2021.